# Дейноніх
Дейноніх (Deinonychus, з дав.-гр. δεινός (deinós) — «жахливий» та ὄνυξ (ónux), родова форма ὄνυχος (ónukhos) — «пазур») — рід дромеозаврових тероподів з одним описаним видом, Deinonychus antirrhopus. Цей вид, який міг виростати до 3,4 метра завдовжки, жив у ранній крейдовий період, близько 115—108 млн років тому (від середнього аптського до раннього альбського етапів). Скам'янілості були знайдені в американських штатах Монтана, Юта, Вайомінг та Оклахома в породах формацій Кловерлі та Антлерс, хоча екземпляри зубів, що приписують дейноніху, також були знайдені набагато далі на схід — в Меріленді. 
Дослідження дейноніха, проведені палеонтологом Джоном Остромом наприкінці 1960-х років, перевернуло уявлення вчених про динозаврів, призвівши до «ренесансу динозаврів» і розпаливши дискусію про те, чи були динозаври теплокровними чи холоднокровними. До цього популярним було уявлення про динозаврів як про неповоротких гігантських рептилій. Остром відзначив невелике тіло, гладку, горизонтальну поставу, хребет як у безкілевих птахів, і особливо збільшені хижі кігті на лапах, що вказувало на активного, спритного хижака. 
«Жахливий кіготь» — це надзвичайно великий, серповидний пазур на другому пальці кожної задньої лапи дейноніха. У викопному зразку YPM 5205 збереглася велика, сильно вигнута дистальна фаланга. Сучасні архозаври мають рогову оболонку над цією кісткою, що видовжує її. Остром дослідив кігті крокодилів та птахів і реконструював кіготь для YPM 5205 довжиною понад 120 міліметрів. 
Видова назва «antirrhopus» означає «противага», посилаючись на ідею Острома про функцію його хвоста. Як і в інших дромеозаврів, хвостові хребці дейноніха мають ряд окостенілих сухожиль і дуже видовжені кісткові відростки. Ці ознаки, ймовірно, дозволяли використовувати хвіст як жорстку противагу. Однак в той самий час скам'янілі рештки дуже близького родича дейноніха — Velociraptor mongoliensis (IGM 100/986) демонструють зчленований скелет хвоста, вигнутий латерально у вигляді довгої літери S. Це може вказувати на те, що при житті хвіст міг вигинатися в сторони з високим ступенем гнучкості. 
В обох формаціях — Кловерлі та Антлерс — знайдені рештки Deinonychus, тісно пов'язані з рештками орнітоподів тенонтозаврів. Зуби, знайдені у зразках тенонтозавра, вказують на те, що дейноніх на них полював, або принаймні поїдав їхні рештки.  

## Історія досліджень

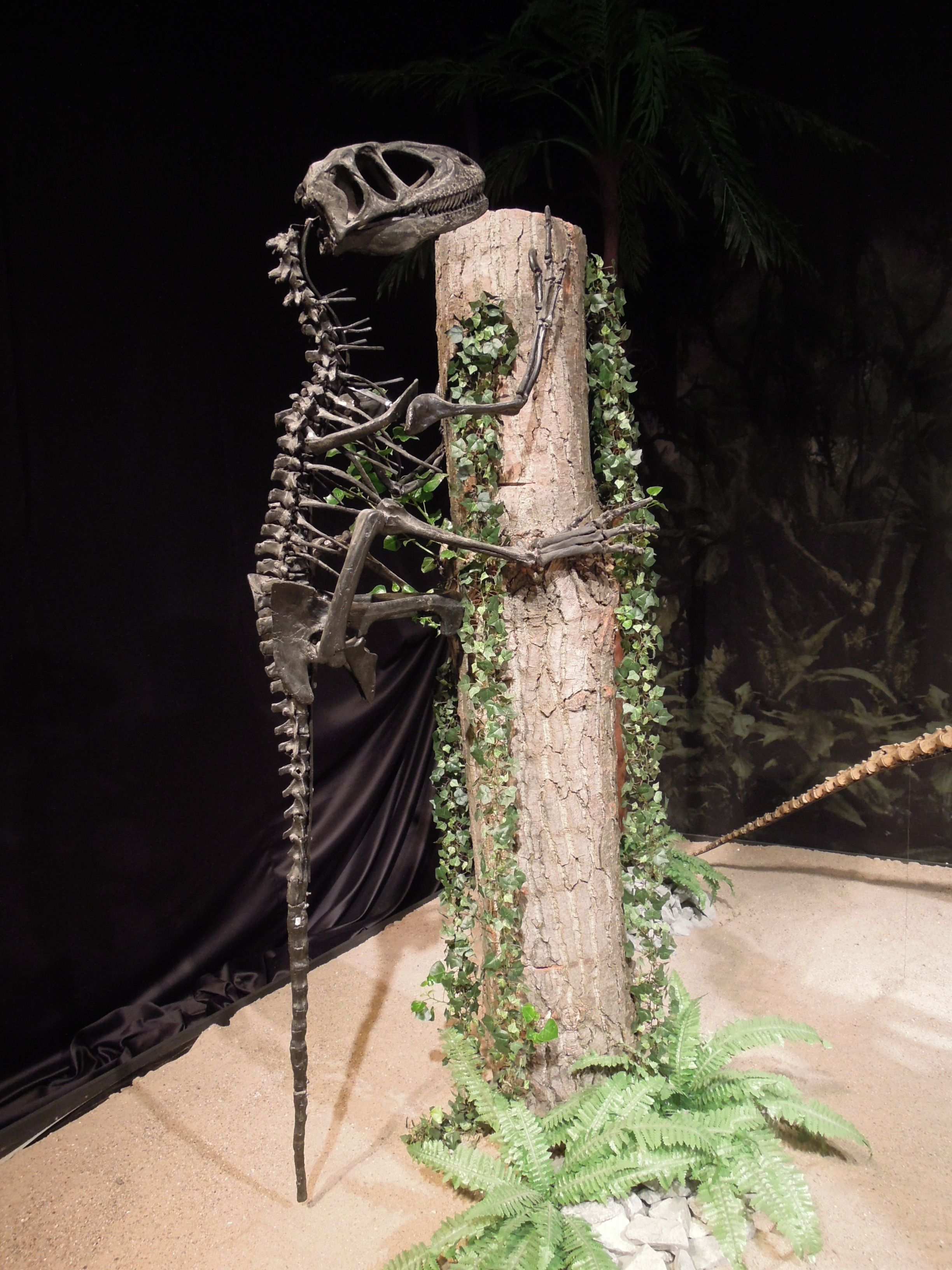
Реконструкція скелета дейноніха, Прага, Чехія

Викопні рештки дейноніха вперше були знайдені у ході експедиції під керівництвом американського палеонтолога Барнума Брауна у 1931 році біля міста Біллінгс на півдні штату Монтана. Ці породи віднесені до формації Кловерлі. Зразок дейнониха так і не був тоді описаний Брауном. Неофіційна назва тоді звучала як Daptosaurus agilis. Через 30 років експедиція Єльського університету, яку очолив палеонтолог Джон Остром, знайшла нові скам'янілості поблизу міста Бріджер у Монтані. Наукова назва виду дана Остромом у 1969 році.
Ще однією важливою подією було описання яйця, яке найімовірніше належало дейноніху. Воно було знайдено поруч із черевними ребрами. Це яйце є першим ідентифікованим яйцем дромеозаврових.

## Опис

Порівняння розмірів дейноніха та людини

Тіло завдовжки 3 м, зріст — близько одного метра, вага згідно з розрахунками — до 80 кг. Це був досить активний хижак. Тварина чудово балансувала на двох ногах завдяки довгому та міцному хвосту.

### Кінцівки

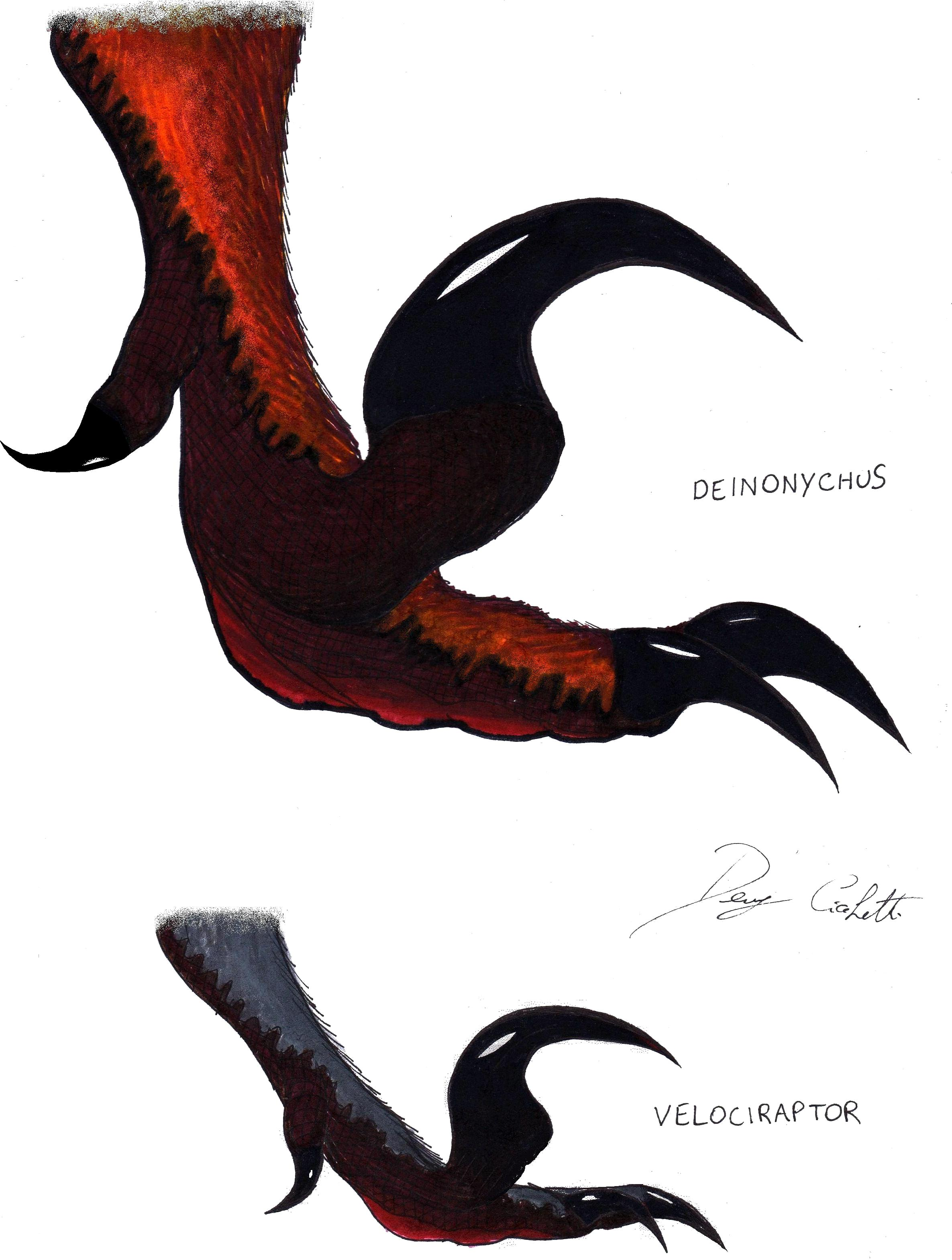
Порівняння кігтів дейнониха та велоцираптора

На задніх лапах динозавра було по два пальці, а третій являв собою величезний кіготь, що втягується. Саме цей кіготь був головною зброєю під час полювання. Вважають, що дейноних, стоячи на одній лапі, роздирав здобич кігтем іншої лапи. Великий кіготь втягувався і палець підіймався, щоб не заважати динозавру під час ходіння. Джон Остром припустив, що це є ознакою статі чи віку.
Передні кінцівки теж були досить великими. На кожній з них розміщувались три довгих, оснащених кігтями, пальці, що використовувались для утримування жертви.

### Шкірний покрив

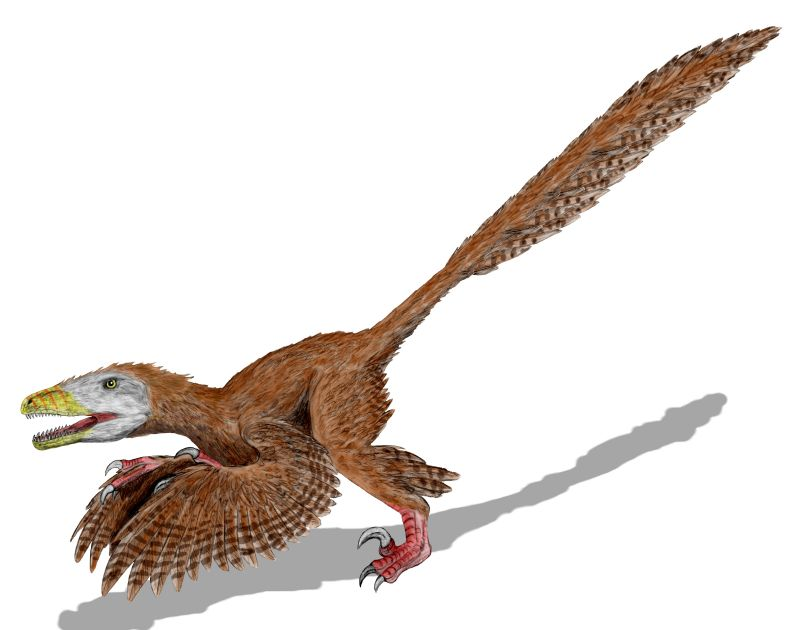
Можливий вигляд дейноніха з пір'ям

Наразі немає знахідок, що підтверджують наявність або відсутність оперення у дейноніха. Однак існують докази, що родина Дромеозавриди (включно з дейноніхом), були пернатими. Скам'янілості представників роду Мікрораптор, геологічно старшого та палеонтологічно примітивнішого роду дромеозавридів, були знайдені з чіткими відбитками пір'я, для роду Велоцираптор, геологічного молодшого, але ближчого до дейноніха, описано точки кріплення контурного пір'я на ліктевій кістці.

### Інші характеристики
Як і більшість дромеозаврових, дейноніх був гнучким, маневровим. Йому була притаманна достатньо висока швидкість. Голова у дейноніха витягнута і плавно звужується до кінця. Щелепи оснащені рядом гострих зубів. Шия мала S-подібну форму.

## Спосіб життя
По ряду ознак можна зробити висновок, що дейноніх населяв лісові масиви з численними річками, озерцями та болотами. Скам'янілості дейноніха були знайдені поблизу великого рослиноїдного тенонтозавра, що міг апріорі бути його здобиччю. Могли кігтисті хижаки полювати й на дрібніших тварин, наприклад ящірок, земноводних, ссавців. Оскільки у горизонтах, де знайдені дейноніхи, немає інших хижаків середнього розміру, можна зробити висновок, що він займав відповідну екологічну нішу без конкуренції.

### Соціальна поведінка
При розкопках у 1963 році у штаті Монтана (США) вчені знайшли рештки чотирьох динозаврів: трьох дейноніхів та одного тенонтозавра. Мабуть, три хижаки напали на рослиноїдного динозавра. Під час цього полювання сталось якесь стихійне лихо, що убило всіх динозаврів та поховало їх на довгі віки. Ця знахідка стала доказом зграйного способу життя дейноніха і складної соціальної поведінки динозаврів.